# كأس دوراند 2016
كأس دوراند 2016 هو موسم من كأس دوراند. كان عدد الأندية المشاركة فيه 12، وفاز فيه Army Green (football team) ‏.